# Cephaloleia dimidiaticornis
Cephaloleia dimidiaticornis es un coleóptero de la familia Chrysomelidae.
Fue descrita científicamente en 1869 por Baly.